# Cécile Chaminade

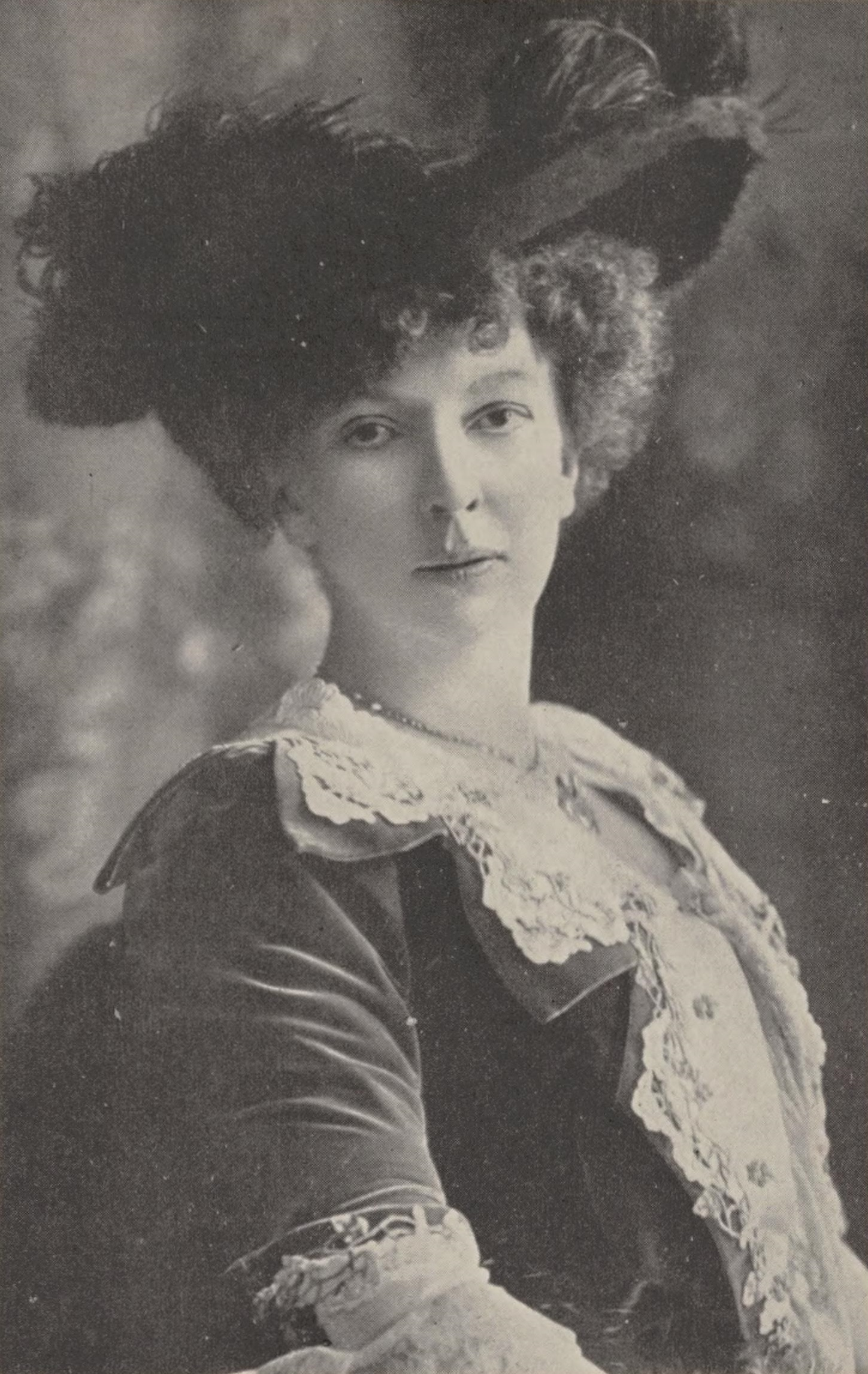
Cécile Chaminade

Cécile Louise Stéphanie Chaminade (* 8. August 1857 in Paris; † 13. April 1944 in Monte-Carlo) war eine französische Komponistin und Pianistin.

## Leben
Cécile Chaminade wurde am Fuß des Montmartre geboren und entstammte einer Familie von Offizieren und Seeleuten. Unter ihren Verwandten findet sich der französische Priester Guillaume-Joseph Chaminade, der 1817 die Kongregation der Marianisten gründete. Cécile Chaminade wurde zunächst von ihrer Mutter unterrichtet (einer Pianistin), dann von Félix Le Couppey (Klavier), Augustin Savart, Martin Pierre Joseph Marsick und Benjamin Godard, allerdings nur inoffiziell, denn ihr Vater – Leiter einer Versicherungsgesellschaft – missbilligte ihre musikalische Ausbildung.
Ihre ersten Kompositionsversuche datieren bereits aus der frühen Kindheit, und im Alter von 8 Jahren spielte sie Georges Bizet, der von ihrem Talent sehr beeindruckt war, eigene Werke vor. Im Alter von 18 Jahren gab sie ihr erstes Konzert, am 3. Mai 1877 debütierte sie in der Salle Pleyel als Pianistin in einem Klaviertrio von Charles-Marie Widor. Ab dieser Zeit erlangte ihr kompositorisches Werk zunehmende Beliebtheit. Sie schrieb hauptsächlich Charakterstücke für Klavier und Salonlieder, die zumeist auch veröffentlicht wurden. 1882 wurde ihre einaktige komische Oper La Sévillane op. 10 uraufgeführt.
In den früheren Jahren unternahm Chaminade mehrere Konzertreisen durch Frankreich, die Schweiz, Belgien und Holland. 1892 hatte sie ihr Debüt in England, das sie anschließend mehrfach bereiste. Ihr Schaffen wurde dort sehr populär. Queen Victoria lud sie ein, einige Zeit in Windsor Castle zu verbringen.
Chaminade heiratete 1901 einen zwanzig Jahre älteren Musikverleger aus Marseille, Louis-Mathieu Carbonel; wegen seines vorgerückten Alters ging das Gerücht um, es sei eine reine Zweckehe. Er starb 1907, und Chaminade heiratete nicht wieder.
Weitere Konzertreisen führten sie nach Griechenland, in die Türkei, nach Kanada und 1908 in die USA, wo ihr zahlreiche Bewunderer einen warmherzigen Empfang bereiteten. Ihre Kompositionen waren bei den amerikanischen Zuhörern äußerst erfolgreich, und Stücke wie der Scarf dance oder das Ballet No. 1 wurden fester Bestandteil des Repertoires von Liebhabern der Klaviermusik. Sie komponierte ein Konzertstück op. 40 für Klavier und Orchester, eine Ballettmusik zu Callirhoë und weitere Orchesterwerke, darunter auch die groß angelegte Symphonie lyrique Les Amazones für Chor und Orchester. Ihre Lieder, etwa The Silver Ring und Ritournelle wurden ebenfalls populär. Der französische Komponist und Schriftsteller Ambroise Thomas sagte über Chaminade: „Dies ist keine komponierende Frau, sondern ein Komponist, der eine Frau ist.“

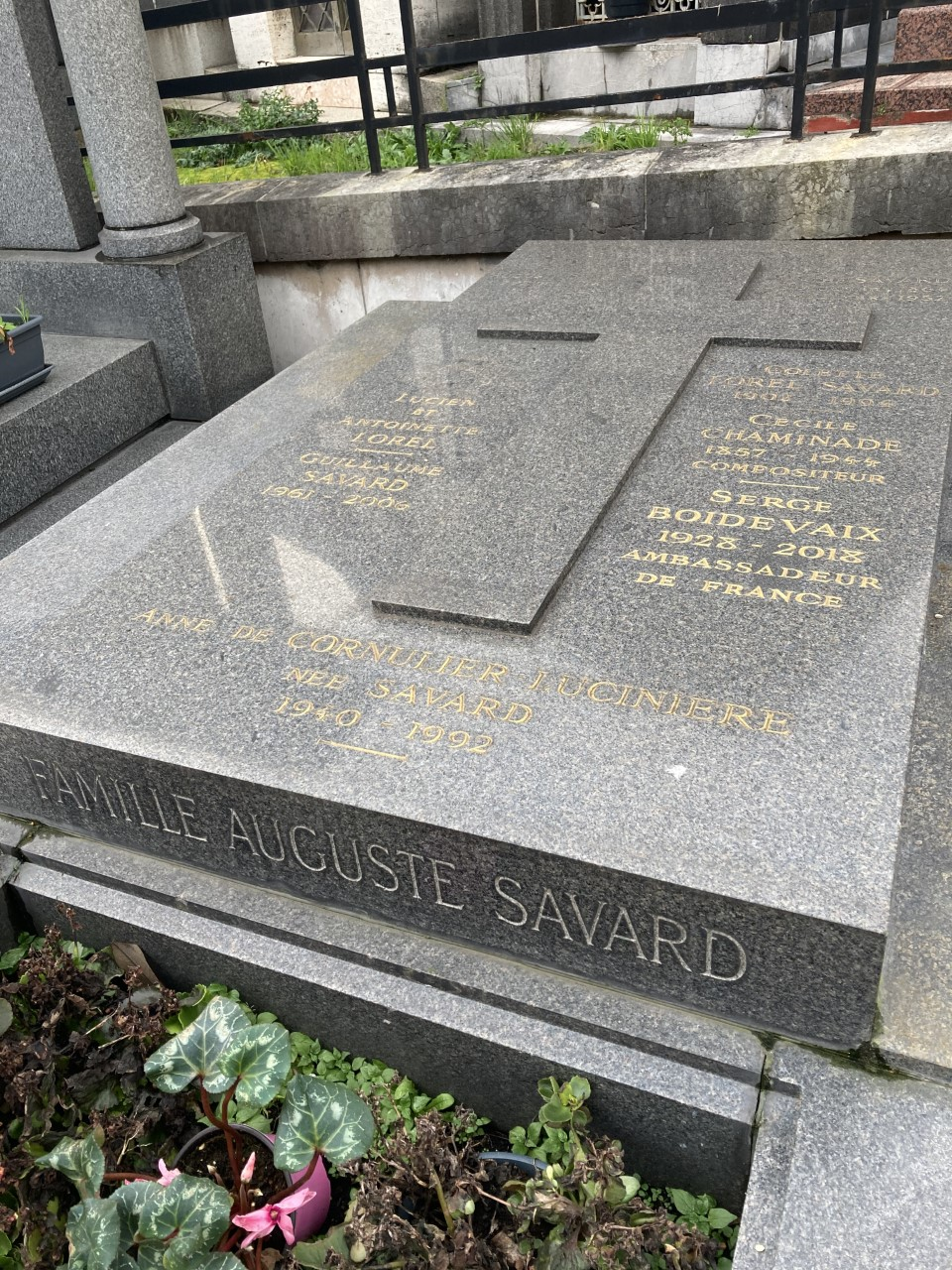
Grab von Cécile Chaminade (im Familiengrab von Auguste Savard) auf dem Cimetière de Passy in Paris

1913 wurde sie als erste Komponistin Mitglied der Ehrenlegion im Rang eines Chevaliers. 1914 reiste sie erneut nach England, wo sie wiederum Triumphe feiern konnte. Nach Beginn des Ersten Weltkrieges, im Alter von 57 Jahren, übernahm sie die Leitung eines Krankenhauses. Vor und nach dem Ersten Weltkrieg nahm Chaminade einige Klavierrollen auf. Mit zunehmendem Alter ging krankheitsbedingt – ihr musste ein Fuß amputiert werden – die Schaffenskraft zurück. 1936 ließ sie sich in Monte Carlo nieder, wo sie 1944 starb.
Chaminade geriet mit ihren Klavierstücken und Liedern in der zweiten Hälfte des 20. Jahrhunderts weitgehend in Vergessenheit, lediglich ihr Concertino für Flöte und Orchester op. 107, das 1902 Wettbewerbsstück am Pariser Konservatorium war, wird regelmäßig gespielt. Auch ihre Messe für Sopran, Alt und Orgel ist noch gelegentlich zu hören. Seit den späten 1980er Jahren ist aber deutlich geworden, welchen Wert ihre Kompositionen haben, und eine regelrechte Chaminade-Renaissance setzte ein.

## Werke (Auswahl)
Cécile Chaminade hat ein umfangreiches Werk hinterlassen, davon rund 200 Stücke für Klavier solo und mehr als 100 Lieder. Weiter unten sind verschiedene Werkverzeichnisse zu finden.
Größere Werke sind unter anderem die komische Oper La Sévillane (1882) und Callirhoë (1888), Op. 37, ein symphonisches Ballett. Auch Werke für Harmonium sind unter ihren Werken zu finden, so z. B. La Nef sacrée Recueil de Pièces (1928) für Orgel oder Harmonium, Op. 171, und die Messe pour deux voix égales (1927), Op. 167 für Chor und Orgel oder Harmonium.

## Diskografie Auswahl
- Cécile Chaminade. Klavierwerke. Madeleine Stucki, 1994

- Cécile Chaminade. The Composer as Pianist.  All of Her Known Recordings for G&T and Duo Art. The Hall Collection, Vol. 1. Pierian 0042